# 大分県道・福岡県道109号福土吉富線
大分県道・福岡県道109号福土吉富線（おおいたけんどう・ふくおかけんどう109ごう ふくつちよしとみせん）は、大分県中津市から福岡県築上郡吉富町に至る一般県道である。

## 概要
大分県中津市耶馬溪町大字福土から福岡県築上郡吉富町大字広津に至る。
大分県と福岡県を結ぶ雁股峠の大分県側は整備が全く施されておらず、車両の通行が不可能な状態（いわゆる廃道）となっている。この区間を車両が通行することはできないため、東側を走る福岡県道・大分県道111号東上戸原線を使用すれば回避できる。ただし、福岡県道・大分県道111号東上戸原線も車両の通行がやや困難な幅員がやや狭隘の道路である。雁股峠を結ぶ大入トンネルは完全な素掘りの状態であり、福岡県側も麓までは離合が困難な狭隘道路であるため、この道路を使用して両県の間を移動するのは不可能に近い。

### 路線データ
- 起点：大分県中津市耶馬溪町大字福土（福岡県道・大分県道111号東上戸原線交点）
- 終点：福岡県築上郡吉富町大字広津（広津交差点、福岡県道・大分県道16号吉富本耶馬渓線起点、大分県道・福岡県道113号中津豊前線交点、福岡県道221号吉富港線終点）
- 総延長：福岡県側12,955 m

## 歴史
古くは築上郡志に津民道路とある。また、雁股（大入）隧道が明治時代に開削された。

### 年表
- 1921年（大正10年） - 大入隧道完成。
- 1923年（大正12年）7月2日 - 福岡県道・大分県道435号大畑中津線認定。
- 1959年（昭和34年）4月1日 - 福岡県道・大分県道435号大畑中津線を廃止し福岡県道151号大入吉富線として認定。
- 1967年（昭和42年）8月26日 - 福岡県道151号大入吉富線を廃止し大分県道・福岡県道434号戸原吉富線として認定。
- 1973年（昭和48年）3月31日 - 大分県道・福岡県道109号戸原吉富線として路線番号変更。
- 1974年（昭和49年）3月30日 - 大分県道・福岡県道109号福土吉富線として路線名変更。

現在の路線名となる。

## 路線状況

### 重複区間
- 福岡県道・大分県道16号吉富本耶馬渓線（築上郡上毛町大字垂水・垂水交差点 - 築上郡吉富町大字広津・広津交差点（終点））

### 道路施設

#### トンネル
- 福岡県
  - 大入隧道：延長42 m、1921年（大正10年）竣工、築上郡上毛町

## 地理

### 通過する自治体
- 大分県
  - 中津市
- 福岡県
  - 築上郡上毛町
  - 築上郡吉富町

### 交差する道路
| 交差する道路                                                                                              | 都道府県名 | 市町村名 | 市町村名 | 交差する場所     | 交差する場所      |
| --- | ---------- | -------- | -------- | ---------------- | ----------------- |
| 福岡県道・大分県道111号東上戸原線                                                                         | 大分県     | 中津市   | 中津市   | 耶馬溪町大字福土 | 起点              |
| 大分県道・福岡県道102号野路土佐井線                                                                       | 福岡県     | 築上郡   | 上毛町   | 大字土佐井       |                   |
| 福岡県道225号野地塔田線                                                                                   | 福岡県     | 築上郡   | 上毛町   | 大字宇野         | 宇野交差点        |
| 国道10号 / 豊前バイパス                                                                                   | 福岡県     | 築上郡   | 上毛町   | 大字宇野         | 下宇野交差点      |
| 福岡県道・大分県道1号豊前万田線 福岡県道・大分県道16号吉富本耶馬渓線 重複区間起点                         | 福岡県     | 築上郡   | 上毛町   | 大字垂水         | 垂水交差点        |
| 福岡県道・大分県道16号吉富本耶馬渓線 重複区間終点 大分県道・福岡県道113号中津豊前線 福岡県道221号吉富港線 | 福岡県     | 築上郡   | 吉富町   | 大字広津         | 広津交差点 / 終点 |

### 沿線
- 大平郵便局
- 上毛町役場
- 上毛町立南吉富小学校
- 南吉富郵便局

### 峠
- 大分県
  - 雁股峠（中津市 - 福岡県築上郡上毛町）